# 30
 Тази статия е за 30-ата година от новата ера.  За числото 30 вижте 30 (число).  За други значения вижте 30 (пояснение).
30 (тридесета) година е обикновена година, започваща в неделя по юлианския календар. Според китайския календар е година на тигъра.

## Събития

### В Римската империя
- Седемнайсета година от принципата на Тиберий Юлий Цезар Август (14 – 37 г.).
- Консули на Римската империя са Марк Виниций и Луций Касий Лонгин.
- Суфектконсули стават Луций Невий Сурдин и Гай Касий Лонгин.
- По нареждане на император Тиберий Друз Цезар е арестуван, само година след изпращането в изгнание на майка му Агрипина Стара и по-големия му брат Нерон Цезар, като Сенатът го обявява за обществен враг.[1]
- Нерон Цезар се самоубива или е убит от агенти на Сеян по време на заточението си на остров Понца.[2][3][4]
- В близост до храма на Венера Прародителка на Юлиевия форум е издигната колосална статуя на Тиберий, която е спонсорирана от 14 градове в Мала Азия, пострадали тежко от земетресения и получили помощ от императора през 17, 23 и 29 година.[5]

#### В Юдея
- 7 април (Пасха) – по-вероятната година на Разпъването на кръст на Исус Христос от Пилат Понтийски в Иерусалим; Другата дата е 3 април 33 г.[6]

## Култура
- Във Верона е построен голям амфитеатър, който е запазен.

## Родени
- 8 ноември – Нерва, римски император († 98)
- Попея Сабина – римска императрица († 85)
- Марк Улпий Траян – сенатор и баща на император Траян († 100)
- Квинт Петилий Цериал – римски сенатор и военачалник, зет на император Веспасиан
- Клавдия Антония – дъщеря на император Клавдий († 65)
- Квинт Петилий Цериал – римски сенатор и военачалник

## Починали
- Юда Искариотски
- 30 или 33: Исус Христос – * ок. 4 г. пр.н.е., починал на 33 години
- Св. Йоан Кръстител – известен и като Св. Йоан Предтеча[7]
- Нерон Цезар,[notes 1] най-възрастният син на Германик и Агрипина Старша и приеман за вероятен наследник на Тиберий (* 6 г.)